# Polygala obtusissima
Polygala obtusissima är en jungfrulinsväxtart som beskrevs av Ferdinand von Hochstetter och Chod.. Polygala obtusissima ingår i släktet jungfrulinssläktet, och familjen jungfrulinsväxter. Inga underarter finns listade i Catalogue of Life.